# Dura Europos
Dura-Europos, Doura-Europos of Doera-Europos was een stad gesticht - onder Seleucus I Nicator - omstreeks 300 vóór Chr. op een steile helling langs de Eufraat bij het huidige Salihiye in het oosten van Syrië.
Anderhalve eeuw na de stichting bouwden de Seleuciden onder dreiging van de Parthen een stadsmuur. Dura Europos functioneerde toen als verdedigingsstad langs de route Seleucia (op de Tigris) - Apamea (op de Orontes).
In 114 v.Chr. werd de stad veroverd door de Parthen. Ze kende daarna een grote bloei en profiteerde van de rijkdom van Palmyra daar ze gelegen was op de Palmyreense handelsroute.
In 165 na Chr. veroverde Rome Mesopotamië en werd Dura Europos een Romeinse stad. De stadsmuren werden verstevigd tegen de dreiging van het Perzische Rijk. Dit belette echter niet dat de stad in 256 door de Sassanidische sjah Shapur I volledig werd verwoest. De stad raakte hierop in de vergetelheid. Dura Europos was de zetel van een bisdom. 
Dura Europos werd ontdekt in 1920 door Britse soldaten. In 1922-1923 deed de Belg Franz Cumont er de eerste archeologische opgravingen en de jaren 1930 werden verdere opgravingen verricht door de Yale-universiteit. Uit deze opgravingen bleek dat Dura Europos een typisch Hellenistisch stadsplan had met een regelmatig patroon van rechthoekig kruisende straten. De decamanus is nog voor een deel te volgen. Het best bewaard is een deel van de stadsmuren. De westelijke poort in de stadswallen, waarlangs men de site binnenkomt, is de Palmyra-poort; waarschijnlijk gebouwd in 64 v. Chr.
Verschillende tempels werden opgegraven. Er zijn cultusplaatsen gevonden van Grieks-Romeinse maar ook van Palmyreense, Perzische en Mesopotamische goden. Dit wijst op een vergaand syncretisme en een kosmopolitische samenleving.
Dura Europos is het meest beroemd door de gebouwen welke werden weggenomen van de site namelijk de Synagoge van Dura Europos uit circa 244 en de Huiskerk van Dura Europos uit 232. Beiden hadden goed bewaarde muurschilderingen.